# تباطؤ سرعة النشاط الإدراكي
يشير تباطؤ سرعة النشاط الإدراكي إلى مجموعة من الأعراض، ومن المحتمل أن يكون نوعًا من الاضطراب الملحوظ، يعاني الفرد معه من أحلام اليقظة وسرعة الانفعال وتحديق النظر بشكل متكرر. ويعاني الأشخاص معه أيضًا من قصور النشاط والنوام وبطء الحركة وغلبة النعاس. يكون لدى الأطفال الذين تظهر عليهم أعراض تباطؤ سرعة النشاط الإدراكي بطئا في التعامل وفي أوقات رد الفعل. مقارنة بالأطفال الذين يعانون من قصور الانتباه وفرط الحركة، فإن الأطفال الذين يعانون من تباطؤ سرعة النشاط الإدراكي لديهم نسب منخفضة جدًا من اضطراب التحدي العكسي واضطراب السلوك، وظهور أعراض القلق بشكل ملحوظ وكثرة الاضطرابات، ومن المحتمل جدا ظهور أعراض الاكتئاب. والذي يظهر جليا بشكل أكثر توافقا مع الدراسات هو شكل من الخجل في التعامل مع الزملاء وليس التطفل الاجتماعي أو العدوانية والرفض التي تظهر بوضوح في قصور الانتباه وفرط الحركة. يرتبط تباطؤ سرعة النشاط الإدراكي بشكل وثيق مع النمط الفرعي للغفلة في قصور الانتباه وفرط الحركة (ADHD) الذي لا يحظى بكثير من الاهتمام. بالرغم من ذلك، قد يظهر تباطؤ سرعة النشاط الإدراكي في الأشخاص الذين لم يتلقوا تشخيص قصور الانتباه وفرط الحركة، وأيضا في بعض الأشخاص الذين يعانون من فرط الحركة/الاندفاعية المصاحبة لقصور الانتباه وفرط الحركة.

## تاريخ المرض
تم توصيف نمط الغفلة لأول مرة في 1775 بواسطة ملكيور آدم وفي 1798 بواسطة ألكسندر كريشتون في المقررات الطبية الخاصة بهما.
وفي المقام الأول، اعتقد أن تباطؤ سرعة النشاط الإدراكي هو نمط فرعي خاص بالنمط الأولي للغفلة المصحوب بقصور الانتباه وفرط الحركة (ADHD-I)، ومع ذلك فإنه لا يعرّف على أنه اضطراب عقلي في أي نشرات طبية، مثل: التصنيف الدولي للأمراض- الطبعة 10 المنقحة أو الدليل التشخيصي والإحصائي للاضطرابات النفسية- الطبعة الرابعة المنقحة وليس جزءًا من الطبعة المنقحة لهذا الدليل والدليل التشخيصي والإحصائي للاضطرابات النفسية- الطبعة الخامسة المنقحة. ويستمر تباطؤ سرعة النشاط الإدراكي لكي يكون هو موضوع الدراسات العرضية في الكتابات المتعلقة بالطب النفسي، وخاصة تلك التي تتضمن قصور الانتباه وفرط الحركة، وتركز على مدى الاختلاف والتشابه بين مجموعة من الأفراد ومجموعة أخرى بالنسبة للأشخاص الذي يعانون من قصور الانتباه وفرط الحركة.
وتم اكتشاف تباطؤ سرعة النشاط الإدراكي أولا في الثمانينيات عندما بدأ تنميط قصور الانتباه وفرط الحركة في الدليل التشخيصي والإحصائي للاضطرابات النفسية- الطبعة الثالثة المنقحة على أنه اضطراب قصور الانتباه المصحوب بفرط النشاط أو بدون فرط النشاط. أظهرت الأبحاث المقارنة لهذا النمط الفرعي مزيجًا من النتائج مع بعض الدارسات التي تؤيد التمايز في حين لا يؤيد هذا التمايز أشخاص آخرون. قارنت الدراسات الأخيرة بين تلك الأنماط الفرعية، فلاحظت أنه في الأشخاص الذين يعانون من قصور الانتباه وفرط الحركة-الغفلة يبدو أن أعراض أحلام اليقظة وتحديق النظر وسرعة الانفعال والتخلف العقلي وفرط النشاط والنوام تتكرر عندهم بشكل كبير. وفي أواخر تسعينيات القرن العشرين وأوائل القرن الواحد والعشرين، أظهرت الدراسات أن اختيار المشتركين تحديدا في أعراض تباطؤ سرعة النشاط الإدراكي بشكل مباشر أفضل من اختيار الأشخاص الذين تجتمع فيهم معايير قصور الانتباه وفرط الحركة. واثبت هذا البحث إيجابية أكثر في تحديد نموذج أكثر واقعية من الاختلافات حول القدرات الإدراكية والاضطرابات المرضية والاعتلال بخلاف الحال في قصور الانتباه وفرط الحركة-الغفلة.

## علم الأوبئة
تشير الدراسات الأخيرة إلى أن أعراض تباطؤ سرعة النشاط الإدراكي لها بعدين: أحلام اليقظة المصحوبة بالقلق والتباطؤ المصحوب بالنوام، والأخير يكون أكثر اختلافًا في الاضطراب عن الأول بالنسبة لقصور الانتباه وفرط الحركة. ووجد نفس هذا النموذج مؤخرا في أول دراسة أجراها باركلي عن البالغين الذين يعانون من تباطؤ سرعة النشاط الإدراكي. تشير كلتا الدراستين السابقتين إلى احتمالية أن تباطؤ سرعة النشاط الإدراكي ليس هو النمط الفرعي لقصور الانتباه وفرط الحركة بل هو اضطراب مختلف عنه. لذا يتداخل أحد الاضطرابين مع قصور الانتباه وفرط الحركة بنسبة 30%-50% تبعًا لحالات كل اضطراب، موضحا الاعتلال المشترك بين كلا الاضطرابين ذوي الصلة بخلاف الأنماط الفرعية للاضطراب ذاته.
في كثير من الأحيان، يكون لدى هؤلاء الذين لديهم تاريخ من الإصابة بتباطؤ سرعة النشاط الإدراكي بعض الأعراض العكسية عن أولئك الذين يعانون من مرض قصور الانتباه وفرط الحركة التقليدي:: فبدلاً من كونهم يعانون من فرط النشاط والانفتاح، والفضول والتهور، ويعاني من لديهم تباطؤ سرعة النشاط الإدراكي من الانقياد والاستبطان وأحلام اليقظة، ويشعرون ولو كأنهم «في الضباب» (رغم أنه في حالات الاستثارة، يؤدي المريض الذي يشكو من تباطؤ سرعة النشاط الإدراكي سلوكياته بشكل متجانس عن المريض الذي يشكو من مرض قصور الانتباه وفرط الحركة التقليدي. نظرا للميول إلى الانقياد، يكون لدى هؤلاء الذين يشكون من تباطؤ سرعة النشاط الإدراكي مشاكل في استرجاع الذاكرة. ولا يكون لديهم أيضا نفس عوامل الخطورة والنتائج المترتبة عليها. وتكون السمة المميزة لهؤلاء الذين يشكون من أعراض تباطؤ سرعة النشاط الإدراكي كأنهم عديمي الدافع. كما يفتقدون إلى النشاط للتعامل مع المهام السهلة وسيسعون وراء تناول المنبهات بسبب حالة عدم التنبه، والتوق الشديد للتنبه العاطفي والفكري. يُظهر هؤلاء الذين يشكون من أعراض تباطؤ سرعة النشاط الإدراكي نوعًا مختلفًا من قصور الانتباه أكثر تطابقا مع مشكلة إدخال وإخراج المعلومات الصحيحة ومثل ذاكرة الاسترجاع والذاكرة العاملة النشطة وإظهار نمط عقلي متذبذب «يميل إلى الأعلى والأسفل» مصحوب بمستويات متباينة من التفكير المركز وفرط النشاط وتدهور الذاكرة. وعلى النقيض، يكون الأشخاص الذين لديهم النوعان الفرعان الآخران من قصور الانتباه وفرط الحركة يعانون من فرط الطاقة ولا يشكون صعوبة في التعامل مع المعلومات.
على الرغم من الاختلاف الواضح بين تباطؤ سرعة النشاط الإداركي وبين فرط النشاط، والتناقض مع الأطروحات السابقة التي تبين أن تباطؤ سرعة النشاط الإدراكي قد تميز مجموعة مختلفة من الأشخاص داخل نمط قصور الانتباه وفرط الحركة- الغفلة السائدة، فقد أظهرت دراسة باركلي  أن العلة المرضية الموجودة في قصور الانتباه وفرط الحركة-النمط المشترك هي نفسها الموجودة تقريبا في قصور الانتباه وفرط الحركة-الغفلة السائدة.

## وصلات خارجية
- Dr. Barkley presents "Sluggish Cognitive Tempo vs. ADHD: Differences in Nature, Comorbidity, Impairment, and Management" at Psychiatry Grand Rounds at the Medical University of South Carolina Friday, September 7, 2012. على يوتيوب